# InoRos
InoRos – polski zespół muzyczny założony w 2006, wykonujący muzykę z pogranicza popu i folk rocka.

## Historia
Zespół powstał w 2006, założyli go: Kamil Kowalcze, Łukasz Bodura, Mateusz Janiczak, Piotr Moskała, Paweł Kowara i Rafał Nowak. Początkowo grali na lokalnych bankietach i uroczystościach okolicznościowych, dawali także własne koncerty. Od początku tworzyli muzykę zainspirowaną folklorem podhalańskim oraz muzyką folkową z pasma Karpat. W tym okresie wydali dwa albumy studyjne, Hej Janicku (2008) i Cudne oczy (2011).
W 2011 zostali finalistami drugiej edycji programu talent show Must Be the Music. Tylko muzyka w telewizji Polsat. Pod koniec kwietnia 2012 wydali album pt. Dobre yes!. W maju zajęli drugie miejsce z utworem „Czyste szaleństwo”, nagranym z Liberem, w telewizyjnym konkursie na oficjalny przebój polskiej reprezentacji podczas Mistrzostw Europy w Piłce Nożnej 2012, zgłaszając wspólnie z Marcinem „Liberem” Piotrowskim utwór. Podczas czerwcowych rozgrywek piłkarskich wystąpili podczas ceremonii otwarcia Strefy Kibica w Warszawie.
W 2014 wydali album pt. Warto było!. W 2018 ponownie nawiązali współpracę z Liberem, nagrywając razem single „Piękne życie” oraz „Piątunio”.

## Skład zespołu
| Obecni członkowie W skład zespołu wchodzą: - Kamil Kowalcze – śpiew (od 2006) - Mateusz Janiczak - śpiew gitara basowa (od 2006) - Marcin Bobak– śpiew, skrzypce (od 2018) - Łukasz Bodura – gitara (od 2006) - Jakub Kluś – instrumenty klawiszowe, akordeon (od 2018) - Adrian Rybka – perkusja (od 2018) | Byli członkowie Wcześniej w skład zespołu wchodzili: - Piotr Moskała - śpiew, skrzypce (2006-2016) - Tomasz Pluta – śpiew (2017-2018) - Damian Pałasz – śpiew, skrzypce (2016-2018) - Krzysztof Stanik – gitara (2017-2018) - Konrad Nawara – śpiew (2016) - Rafał Panek – gitara (2016-2017) - Rafał Nowak - akordeon (2006-2018) - Paweł Kowara - perkusja (2006-2018) |

## Dyskografia
Albumy
| Rok  | Dane dot. albumu                                                     |
| ---- | -------------------------------------------------------------------- |
| 2008 | Hej Janicku - Wydany:1 stycznia 2008 - Wytwórnia: Tercet             |
| 2011 | Cudne oczy - Wydany: 12 marca 201 - Wytwórnia: Tercet                |
| 2012 | Dobre yes! - Wydany: 23 kwietnia 2012 - Wytwórnia: Lou & Rocked Boys |
| 2014 | Warto było! - Wydany: 15 maja 2014 - Wytwórnia: Tercet               |

Single
| Rok  | Tytuł                            | Pozycja na liście | Pozycja na liście | Certyfikat          | Album         |
| Rok  | Tytuł                            | RMF               | PiK               | Certyfikat          | Album         |
| ---- | -------------------------------- | ----------------- | ----------------- | ------------------- | ------------- |
| 2012 | „Czyste szaleństwo” (oraz Liber) | 2                 | 6                 |                     | Magia futbolu |
| 2019 | „Piękne życie” (oraz Liber)      |                   |                   | - ZPAV: złota płyta |               |
| 2019 | „Piątunio” (oraz Liber)          |                   |                   |                     |               |